# 18 dárků
18 dárků (v italském originále 18 regali) je italské filmové drama z roku 2020, které napsal a režíroval Francesco Amato. Hlavní role ztvárnili Vittoria Puccini, Benedetta Porcaroli a Edoardo Leo. Film vychází ze skutečného příběhu Italky Elisy Girotto, která před svou smrtí (září 2017) naplánovala a připravila pro svou dceru Annu sedmnáct narozeninových dárků. Ve stejný den, kdy dceru porodila, jí totiž byla diagnostikována nevyléčitelná rakovina prsu. Film měl premiéru 2. ledna 2020 a pro svůj emotivní scénář získal pozitivní reakce kritiky. Na streamovací platformě Netflix měl film premiéru 8. května 2020, na Den matek.

## Obsah filmu
Těhotná Elisa (Vittoria Puccini) se dozví, že má nevyléčitelnou rakovinu prsu. Ve snaze vypořádat se s touto situací se rozhodne naplánovat a připravit pro svou dceru Annu (Benedetta Porcaroli) osmnáct narozeninových dárků. Každé narozeniny Anna dostává od své matky jeden dárek, současně jí to však neustále tento bolestný životní moment připomíná. Postupně přestává v této tradici vidět smysl a v době jejích 18. narozenin zoufalá uteče z domu, vběhne přímo pod kola projíždějícího auta a upadá do kómatu… Když otevře oči, těhotná žena, která auto řídila, jí pomůže na nohy a odváží ji k sobě domů, aby se dala dohromady. Anna ke svému překvapení zjišťuje, že je to její vlastní domov a žena je její vlastní matka. Díky této neuvěřitelné cestě v čase získává možnost poznat svou vlastní matku a nakonec se smířit svým osudem.

## Obsazení
| Vittoria Puccini    | Elisa   |
| Benedetta Porcaroli | Anna    |
| Edoardo Leo         | Alessio |
| Sara Lazzaro        | Carla   |
| Marco Messeri       | Nonno   |
| Betty Pedrazzi      | Nonna   |

## Produkce
Film se začal natáčet v roce 2019. Podílely se na něm společnosti Lucky Red, 3 Marys Entertainment a Rai Cinema. Oficiální trailer k filmu byl představen 11. prosince 2019.